# ザーヒル
ザーヒル（アラビア語：الظاهر بأمر الله ابو نصر محمد بن الناصر　転写：aẓ-Ẓāhir bi-Amr Allāh Abu Naṣr Muḥammad b. an-Nāṣir, 1175年 - 1226年7月10日）は、アッバース朝の第35代カリフ（在位：1225年 - 1226年）。ナースィルの息子。

## 生涯
1225年の父の死後に即位するが、後を追うようにわずか9ヵ月後に没した。
彼は短い治世の中で2つの建設事業、チグリス川に架かる橋の建設と火事で焼失した聖廟のドームの再建を実施した。橋は存命中に完成したが、ドームが完成したのはムスタンスィルの治世になってからであった。